# بني مضيم (أسلم)

تعديل مصدري - تعديل

بني مضيم هي إحدى قرى عزلة أسلم الشام بمديرية أسلم التابعة لمحافظة حجة، بلغ تعداد سكانها 69 نسمة حسب تعداد اليمن لعام 2004.